# Убийца с автострады
Убийца с автострады — это прозвище, которое дали СМИ, а позднее и полиция серийному убийце, убивавшему людей в Калифорнии в течение 1970-х и позднее сваливавшего трупы жертв вдоль автострад. Однако оказалось, что было три убийцы с автострады, которые действовали независимо друг от друга, но, по случайности, выбирали схожих жертв в схожих локациях. Первоначально полиция не полагала, что жертвы были плодом деяний каких-либо серийных убийц, настаивая, что это были изолированные инциденты.

## Участники
- Патрик Кирни, пойман в 1977 году.
- Уильям Бонин с сообщниками, пойман в 1980 году.
- Рэнди Стивен Крафт, пойман в 1983 году.

## Жертвы
Кирни убил не менее 21 человека. Бонин убил 16 молодых людей, но полиция подозревает, что на его счету ещё 5 убийств. Крафт убил 16 человек. Их жертвами становились молодые люди, которых они предлагали подбросить от придорожных баров или путешествуя автостопом вдоль автострад. Их методы действительно различались; Бонин насиловал жертв, а затем убивал, чтобы не оставлять свидетелей, Кирни стрелял, забавляясь потом расчленением и некрофилией, тогда как Крафт был садистом, который мучил жертв, после ввода им наркотиков.
Трио убийц убило по крайней мере 53 человека. Никто из них не был знаком с остальными в период совершения преступлений, хотя Бонин и Крафт познакомились позднее в камере смертников.